# Санта Марија (Болцано)
Санта Марија је насеље у Италији у округу Болцано, региону Трентино-Јужни Тирол.
Према процени из 2011. у насељу је живело 129 становника. Насеље се налази на надморској висини од 1313 м.